# Marta Lallana
Marta Lallana García (Zaragoza, 1994) es una guionista, cineasta y fotógrafa española. 

## Trayectoria
Se graduó en la Escuela de Arte de Zaragoza y se trasladó, en 2017, a Barcelona para estudiar Comunicación Audiovisual y Dirección Cinematográfica en la Universidad Pompeu Fabra (UPF). Posteriormente, cursó el máster de Gestión Cultural en la Universidad Abierta de Cataluña en 2019.
Es la directora del largometraje Ojos Negros, su ópera prima junto a Ivet Castelo, Iván Alarcón y Sandra García. Producida por Nanouk Films y distribuida por la plataforma española de cine Filmin, tuvo su estreno en cines en julio de 2019. Narra el verano de una adolescente en el municipio Ojos Negros, de Teruel, donde se marcha a vivir con su tía y abuela, a quienes apenas conoce. Ese verano trabará amistad con Alicia, con quien reflexiona sobre el significado de hacerse mayor y las tensiones familiares que ha generado la enfermedad de su abuela.
Lallana, también es la guionista y directora de Muyeres, su segundo largometraje. Producido por Corte y Confección de Películas, consiguió la financiación del Instituto de la Cinematografía y de las Artes Audiovisuales de España (ICAA), del Institut Català de les Empreses Culturals (ICEC) y de Televisión Española. La película se desarrolla en Asturias, en las montañas del concejo de Cangas del Narcea y Salas, donde el músico Raül Refree se desplaza para registrar el legado de las mujeres que habitan allí y sus viejos cantos, recuerdos de monstruos enmascarados y numerosas leyendas.
También ha dirigido diferentes videoclips como «Rambalín», del cantante Rodrigo Cuevas y el músico Raül Refree, el making of de la segunda temporada de la serie escrita y dirigida por Leticia Dolera, Vida Perfecta, de Movistar, y coescrito el cortometraje Restos de cosas, dirigido por Salvador Sunyer.
En 2023 dirigió, y escribió el guion con Álvaro Augusto, de Terenci, la fabulación infinita, serie documental de Filmin también lanzada en formato largometraje, que aborda la vida y obra del escritor Terenci Moix.

## Reconocimientos
Como fotógrafa, en 2016, Lallana fue seleccionada entre 5.000 aspirantes para participar en el concurso Sky Arts Master of Photography. El jurado, compuesto por los fotógrafos estadounidenses Alex Webb, Bruce Gilden y David Lachapelle, reconoció su trabajo como uno de los tres mejores que habían sido presentados en esa edición.
Su ópera prima Ojos negros ganó la Biznaga de Plata Mejor Película Española en la sección Zonazine del Festival de Málaga en 2019 y el premio Mejor Dirección en el Festival de Cine de España de Toulouse. Este largometraje estuvo también nominado en los Premios Gaudí y los Premios Feroz, y fue seleccionado en el D’A Film Festival Barcelona y en el Buenos Aires Festival Internacional de Cine Independiente.
Muyeres recibió en la 25ª edición del Festival Internacional de Cine de Shanghái el Gran Premio del Jurado y el premio a Mejor Fotografía, y en la 68ª Semana Internacional de Cine de Valladolid la Espiga Verde y el Premio del Público Punto de Encuentro.

## Filmografía
- 2016 – El Arquero (dirección de fotografía).
- 2018 - Restos de cosas (guion).
- 2019 - Ojos Negros (guion y dirección).
- 2020 - Muyeres (guion y dirección).